# Fonyód
Fonyód je město v Maďarsku v župě Somogy. Je centrem okresu Fonyód. Leží na břehu Balatonu.
Rozkládá se na ploše 53,55 km² a v roce 2010 zde žilo 4 777 obyvatel.

## Partnerská města
- Leipheim, Německo
- Borsec, Rumunsko
- Novi Vinodolski, Chorvatsko
- Nové Zámky, Slovensko